# Kudrawka
Kudrawka [kuˈdrafka] est un village polonais de la gmina de Nowy Dwór dans le powiat de Sokółka et dans la voïvodie de Podlachie. Il se situe à environ 6 kilomètres à l'ouest de Nowy Dwór, à 25 kilomètres au nord de Sokółka et à 59 kilomètres au nord de Białystok.